# Sony
 Der er for få eller ingen kildehenvisninger i denne artikel, hvilket er et problem. Du kan hjælpe ved at angive troværdige kilder til de påstande, som fremføres i artiklen.

Sony (TYO: 6758
, NYSE: SNE) er et japansk elektronikfirma, der bl.a. producerer mobiltelefoner, kameraer, fjernsyn, MP3-afspillere, PlayStation og andet. Sony slog for alvor igennem på det kommercielle marked med walkman'en i firserne.
Sony var en af de førende udviklere af – og stærkeste fortalere for – det nyudviklede disc-format, Blu-ray. Blu-ray konkurrerede med HD DVD om at blive afløseren for dvd, indtil Blu-ray vandt den 19. februar 2008. Den dag annoncerede den ledende drivkraft bag HD DVD, Toshiba, at de ikke længere ville udvikle, fremstille og markedsføre HD DVD-afspillere og -optagere. Dette udløste den reaktion, at næsten alle andre HD DVD støtter fulgte trop. Grunden til at Toshiba gav op var højst sandsynligt, at Warner Bros.-studiet meddelte, at de fremover kun ville udgive deres film som Blu-ray. Toshiba har formelt afsluttet formatkrigen ved at melde sig ind i Blu-ray Disc Association.
- Sony TC-500, magnetbåndapparat
- Sony HiFi (cirka 1991)
- Sony PCM-7030
 (1991)[3]
- Sony Integreret kredsløb (IC)
- Walkman fra Sony
- Sony MP3-afspiller
- Graphics Synthesizer PlayStation 2 (SCPH-70000, cirka år 2000)
- Sony Exmor CMOS sensorer
- En  Sony PVM 8041Q HR 8" Trinitron billedskærm

## Datterselskaber
- Sony ejer 100% af Sony Music Entertainment
- Sony Computer Entertainment
- Sony Mobile Communications 100 %